# Jean Hémard
Pour les articles homonymes, voir Hémard.
Jean Désiré Hémard né au Havre le 8 octobre 1894 et décédé dans le 16e arrondissement de Paris le 5 décembre 1933, est un réalisateur français.

## Biographie
À la fin de la première guerre mondiale, démobilisé, Jean Hémard est engagé comme opérateur par Charles Pathé et réalise entre 1921 et 1923 une série de cinq courts métrages autour de l'acteur comique Georges Bernier dit Chalumeau, puis devient l'assistant réalisateur de Raymond Bernard jusqu'à la fin de la période du cinéma muet.
Avec l'avènement du parlant, il devient à nouveau auteur et va réaliser cinq longs métrages entre 1930 et 1933. Peu après la sortie de Paris-Soleil en février 1933, il perd sa mère, puis meurt prématurément en décembre de la même année à l'âge de 39 ans.

## Vie privée
Jean Hémard se marie le 25 novembre 1925 à Paris 16ème avec Marcelle Germain, fille d'un industriel havrais dont il divorcera cinq ans plus tard, le 27 mars 1931.
Il est le neveu de l'industriel et homme politique Ariste Hémard (1847-1926), fondateur de la Distillerie Ariste Hémard qui deviendra la société Pernod.

## Filmographie

### Assistant réalisateur
- 1923 : Le Costaud des Épinettes de Raymond Bernard
- 1924 : Le Miracle des loups de Raymond Bernard
- 1927 : Le Joueur d'échecs de Raymond Bernard
- 1930 : Tarakanova de Raymond Bernard

### Réalisateur
Courts métrages muets
- 1921 : Chalumeau a peur des femmes, scénario d'Henri Pellier[9],[10]
- 1921 : Chalumeau serrurier par amour, film en 3 parties
- 1922 : Chalumeau cherche un emploi, scénario d'Henri Pellier[11]
- 1922 : Chalumeau poète et garçon d'hôtel, film de 15 min[12]
- 1923 : Chalumeau barman[13]

Longs métrages parlants
- 1930 : Cendrillon de Paris[14]
- 1931 : La Fortune[15]
- 1931 : Mondanités[16]
- 1932 : Aux urnes, citoyens ![17]
- 1933 : Paris-Soleil[18]